# Устиновка (Кировоградская область)
Усти́новка (укр. Устинівка) — посёлок, центр Устиновской поселковой общины Кропивницкого района Кировоградской области Украины. Ранее был центром Устиновского района. Расположен на реке Берёзовка.

## Географическое положение
Устиновка расположена в 50 км западнее Кривого Рога по прямой и в 67 км по автодорогам, на 85 км юго-восточнее Кропивницкого, на берегах реки Берёзовка (приток реки Ингул), покрытых зарослями ивы.

## История
Населённый пункт был основан в 1740—50-х годах переселенцами из Полтавской губернии, до этого на территории посёлка располагались «зимовники» запорожских казаков, в честь одного из них — Устима, и было изначально названо поселение — укр. Устимівка. По состоянию на 1787 год, в казённом селе Устиновка, Елисаветградского уезда было 16 дворов с 52 жителями мужского пола. В 1815—1820 годах тут насчитывалось уже 176 дворов с населением 1180 человек, которые занимались в основном растениеводством и животноводством. В 1828 роду село стало поселением 1-го Бужского уланского полка, с тех пор неофициально поселок поделен на «сотни» по территориальному расположению подразделений полка, именуемых «сотнями», девять из которых непосредственно были расположены в с. Устиновка, а десятая — за 3 км на север в с. Ковалевка. Для пополнения штатного комплекта хозяев и их помощников сюда переселили много жителей других государственных сел Киевской и Полтавской губерний, которые стали войсковыми поселенцами и должны были обеспечивать провиантом постояльцев, а также заготавливать сено и овес для их лошадей. В 1859 году в селе было 366 хозяйств и проживало 1394 жителя, а 1895 году, на момент, когда село стало волостным центром (до этого оно входило в Седневскую волость) в нём насчитывалось 849 дворов, в которых проживало 4 686 жителя. Примерно в тот же период и окончательно были сформированы границы села, которое застраивалось хаотично, а длина некоторых улиц достигала 9 километров. В 1863 году была основана начальная школа в которой проходили обучение 100 мальчиков и 10 девочек, а в 1888 году начала функционировать церковно парафиальная на 50 учеников (40 мальчиков и 10 девочек). В 1893 году в Устиновку из Седневки перевели больницу на четыре койки, и образовали медицинский участок, которую обслуживал врач, два фельдшера, и одна акушерка. В 1907 году была введена в эксплуатацию паровая мельница, а уже в 1911 году были введены две газогенераторные мельницы, маслобойня, две крупорушки, кирпичный завод, кроме этого, работало два столярных цеха, и 12 швейных мастерских.
Перед Великой Отечественной войной в селе действовало 3 школы, в которых 27 учителей обучали 850 учеников.
В 1967 году Устиновка стала посёлком городского типа, и сюда переведен маслосырзавод из соседнего села Березоватка. Предприятие неоднократно занимало первое место за качество продукции в Кировоградском управлении молочной промышленности, в частности победителем соревнований становился сыроваренный цех, возглавляемый М. В. Литовченко.
В 1960—1971 годы в Устиновской районной больнице построены корпуса, родильного и детского отделений, терапия, гинекология, хирургия. Больница насчитывала 100 коек (кроватей), в ней работали 28 врачей, 76 работников со средней специальностью и 85 человек обслуживающего персонала.
В 1967 году была открыта музыкальная школа.
В 1971 году в Устиновке было 5 школ, в которых обучались 870 детей.
В 1976 году крупнейшим предприятием посёлка являлся маслосыродельный завод. Кроме того, здесь строился комбикормовый завод.
В январе 1989 года численность населения составляла 4880 человек.
В мае 1995 года Кабинет министров Украины утвердил решение о приватизации находившегося в посёлке ремонтно-транспортного предприятия.
По состоянию на 1 января 2013 года численность населения составляла 3482 человека. По состоянию на 1 апреля 2025 года численность населения составляла 3077 человек.

## Экономика
Среди промышленных предприятий самым большим и мощным является ДП «Устиновский сырцех» ОАО «Кировоградские сыры». Производство сыра в Устиновском районе началось ещё в послевоенные годы на Березуватском маслосырзаводе. В начале 60-х годов XX ст. в Устиновке началось строительство современного сырзавода, который в 1963 году был введен в действие.
В посёлке действует Устиновское межхозяйственное предприятие по производству комбикормов

## Транспорт
Находится в 22 км от ж.-д. станции Казанка (на линии Знаменка — Николаев).